# Eduardo Pereira
Eduardo Pereira Martínez (ur. 21 marca 1954 w Montevideo) – piłkarz urugwajski, bramkarz. Wzrost 185 cm, waga 82 kg.
Pereira swoje pierwsze kroki stawiał w 1970 w młodzieżowej drużynie klubu Club Nacional de Football. Jako senior w 1973 zadebiutował w prowincjonalnym klubie Amsterdam Paso los Toros. W 1974, po krótkim pobycie w klubie CA Peñarol, Pereira wyemigrował do Paragwaju, by grać w zespole Club Guaraní.
W 1977 przeniósł się do Hiszpanii, gdzie przez pierwsze 2 lata bronił bramki klubu UD Salamanca, a następnie spędził także 2 lata w zespole Español Barcelona. Trzecim i ostatnim klubem hiszpańskim, w którym występował, był zespół CE Sabadell. W 1984 wrócił do Urugwaju, by bronić bramki klubu Montevideo Wanderers. Następnie od 1985 do 1987 był bramkarzem klubu CA Peñarol. Jako piłkarz Peñarolu wziął udział w turnieju Copa América 1987, gdzie Urugwaj obronił tytuł mistrza Ameryki Południowej. Pereira zagrał w obu meczach - półfinałowym z Argentyną i finałowym z Chile, nie dając sobie strzelić bramki. W tym samym roku razem z Peñarolem zwyciężył w turnieju Copa Libertadores 1987.
W 1988 kolejny raz opuścił Urugwaj i przeniósł się do argentyńskiego klubu CA Independiente, z którym w sezonie 1988/89 zdobył mistrzostwo Argentyny. Jako gracz klubu Independiente był w kadrze reprezentacji Urugwaju w finałach mistrzostw świata w 1990 roku, gdzie Urugwaj dotarł do 1/8 finału. Był tam jednak tylko bramkarzem rezerwowym i nie wystąpił w żadnym meczu. Po mistrzostwach wrócił do Urugwaju, gdzie w 1992 bronił bramki klubu Central Español Montevideo. W 1993 zakończył karierę piłkarską w klubie Liverpool Montevideo.
W reprezentacji Urugwaju od 23 czerwca 1987 do 22 maja 1990 Pereira rozegrał 10 meczów, podczas których przepuścił 7 bramek